# Pterotocera ussurica
Pterotocera ussurica är en fjärilsart som beskrevs av Alexander Michailovitsch Djakonov 1949. Pterotocera ussurica ingår i släktet Pterotocera och familjen mätare. Inga underarter finns listade.